# Austrocerca rieki
Austrocerca rieki är en bäcksländeart som beskrevs av Joachim Illies 1975. Austrocerca rieki ingår i släktet Austrocerca och familjen Notonemouridae. Inga underarter finns listade i Catalogue of Life.